# Apple A6
Apple A6 представлява ново поколение мобилен процесор на фирмата Apple, оптимизиран за вграждане в изделия от тип смартфон и таблет компютър.
Apple A6 е мулти-чип модул, изпълнен във вид на Корпус-върху-корпус (PoP – Package-on-Package), интегриращ 32-битов ARM процесор, графичен процесор, динамична памет и други периферни схеми. Модулът Apple A6 е известен под общото наименование процесор Apple A6 и за пръв път се използва в новия смартфон iPhone 5 на фирмата Apple Inc., обявен на 12 септември 2012.
Модулът Apple A6, който Apple означава като 339S0176, е съставен от три кристала:
- процесорен кристал от тип Едночипова система (SoC) с означение APL0598, който се произвежда по 32 nm HKMG технология от Samsung Semiconductor и заема площ от 96,71 mm2,[1] с 41% по-малка от площта на кристала APL5498 в SoC на Apple A5X. Основните параметри на APL0598 са следните:

1. двуядрен ARM процесор с променлива тактова честота 800 MHz – 1.2 GHz. Ядрото на Apple A6 изпълняващо системата команди armv7s на ARM,[2] е оригинална разработка на Apple под кодово наименование Swift.[3] За да постигнат по-висока работна честота на процесора при ниска консумация, инженерите на Apple са избрали да проектират ръчно топологията на ядрата на Apple A6, което предполага по-дълъг процес на проектиране.[1]
2. триядрен графичен процесор от тип SGX543MP3, работещ на честота 266 MHz[4]
3. 64-битов интерфейс към паметта[4]

- два кристала LPDDR2-1066 DRAM памет с общ обем 1 GB.[5] Паметите се произвеждат от Hynix, Elpida и Samsung

Бързодействието на ARM процесора и графичния процесор в Apple A6 е до два пъти по-голямо от бързодействието им в Apple A5.

## Apple A6X
На 23 октомври 2012 година Apple обявява A6X, нов мобилнен процесор със същата двуядрена 32-битова ARM архитектура, както A6. Основнитете отличия от процесора А6 са наличието на 4-ядрен графичен процесор PowerVR SGX554MP4 с нова архитектура, която осигурява до два пъти по-голям графична производителност отколкото на SGX543MP4 в процесора Apple A5X, по-високата работна честота 1.4 GHz на процесорното ядро, както и на графичното ядро. Известна част от цифровата и аналогова периферия в A6X също е обновена в сравнение с A6. Първото приложение на Apple A5X е в iPad 4.
Apple означава модула A6X като 343S0635, a означението на SoC е APL5598. Модулът A6X е проектиран подобно на модула Apple A5X и представлява конвенционален flip-chip BGA (BGA – Ball Grid Array) корпус на интегрална схема, в който е монтиран единствено процесорния SoC. A6X не съдържа DRAM, вероятно поради съображения свързани с отвеждане на топлината от SoC. Метална плочка, закрепена със силиконова паста към SoC, служи като радиатор за охлаждане.
Кристалът APL5598 в A6X се произвежда по същата 32 nm HKMG технология, както A6 и при площ от 123 mm2 е с около 27% по-голям от кристала APL0598 в A6.